# SKN St. Pölten Frauen
Maillots
Actualités
Le SKN St Pölten-Frauen est un club autrichien de football féminin basé à Sankt Pölten.

## Histoire
Le club de l'ASV Spratzern, fondé en 1920, crée une section féminine en 2006 appelée FSK St Pölten. L'équipe obtient sa promotion en première division en 2011. Le club connaît sa première participation en Coupe d'Europe lors de la Ligue des champions 2013-2014 ; elles sont éliminées dès les seizièmes de finale par les Italiennes du Torres Calcio Femminile.
Le club remporte son premier titre de champion d'Autriche en 2015, mettant ainsi fin à 12 années de règne du SV Neulengbach.
Le 1er juillet 2016, le club se renomme SKN St. Pölten Frauen.
Lors de la saison 2022-2023, St. Pölten élimine les Finlandaises du KuPS Kuopio et devient le premier club autrichien à se qualifier pour la phase de groupes de la Ligue des champions nouvelle formule. Le 23 novembre 2022, Mária Mikolajová inscrit dans le temps additionnel le but de la victoire face au Slavia Prague. C'est donc la première victoire d'un club autrichien en phase de groupes de Ligue des champions.

## Joueuses dans l'effectif
Parmi l'effectif du SKN Sankt Pölten lors de la saison 2022-2023 se trouvent notamment :
- les internationales autrichiennes Jasmin Eder, Stefanie Enzinger et Jennifer Klein
- l'internationale croate Leonarda Balog
- l'internationale hongroise Bernadett Zágor
- l'internationale slovaque Mária Mikolajová
- l'internationale slovène Mateja Zver
- la gardienne internationale allemande Carina Schlüter

## Palmarès
- Championnat d'Autriche féminin de football
  - Champion (10) : 2015, 2016, 2017, 2018, 2019, 2021, 2022, 2023, 2024, 2025
  - Vice-champion (3) : 2012, 2013, 2014

- Coupe d'Autriche féminine de football
  - Vainqueur (11) : 2013, 2014, 2015, 2016, 2017, 2018, 2019, 2022, 2023, 2024, 2025